# Cybalobotys
Cybalobotys is een geslacht van vlinders uit de familie van de grasmotten (Crambidae). De wetenschappelijke naam van dit geslacht is voor het eerst voorgesteld door Koen Maes in een publicatie uit 2001.

## Soorten
- C. kakamegae Maes, 2001
- C. manengoubae Maes, 2001
- C. nyasalis Maes, 2001